# Paranotus rufilinea
Paranotus rufilinea är en insektsart som först beskrevs av Walker 1858.  Paranotus rufilinea ingår i släktet Paranotus och familjen Flatidae. Inga underarter finns listade i Catalogue of Life.